# Adamson
Adamson är en svensk tecknad pantomimserie skapad av Oscar Jacobsson. Serien startade i skämttidningen Söndags-Nisse den 17 oktober 1920 och fick en framgångsrik internationell lansering. Den tecknades fram till 1964.

## Beskrivning
Titelfiguren Adamson har en ganska hög hatt, ser butter ut och röker cigarr. Adamson är en renodlad pantomimserie. Figuren talade ytterst sällan utan uttryckte sig nästan alltid med minspel och gester.

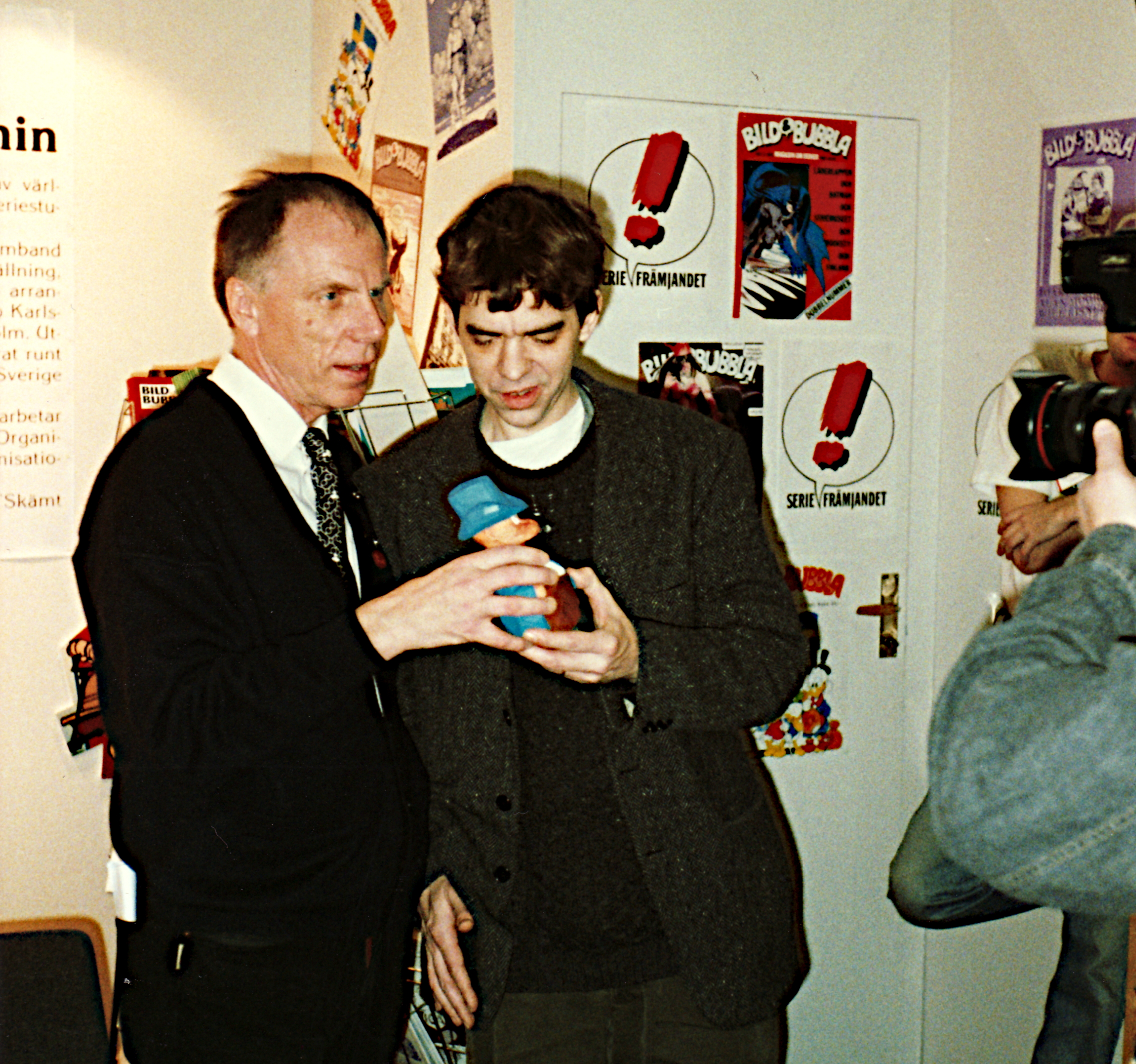
Adamson har sedan 1965 fått ge namn åt Svenska Serieakademins årliga prisstatyett. Fotot är från 1994.

## Historik
Adamson blev snabbt en stor framgång. Jacobsson var under åtta månader under 1922 bosatt i USA och sålde under den långa visiten serien för syndikering till syndikatet PIB. Snart kom serien, som i USA vanligtvis kallades Silent Sam, att publiceras i flera hundra tidningar världen över. Serien gick även under namnet Adamson's Adventures i USA, och denna version togs redan 1935 över av amerikanen Henry Thol, följt av Jeff Hayes 1941–54. Jacobsson själv dog 1945, och hans serie fortsattes av dansken Viggo Ludvigsen ända till dess nedläggning 1964.
Adamson har senare bland annat publicerats 1993–1994 i serietidningen SeriePressen, utgiven av förlaget Formatic Press.

## Prisstatyett
Svenska Serieakademin delar varje år ut Adamsonstatyetten till en svensk och en utländsk serieskapare som förtjänar uppmärksamhet.